# Zuid-Schalkwijk
Zuid-Schalkwijk is een buurtschap in de gemeente Haarlem, in de Nederlandse provincie Noord-Holland.
Het ligt aan het Zuider Buiten Spaarne, in de Verenigde Groote en Kleine Polders, tussen de Haarlemse stadswijk Schalkwijk, het dorp Cruquius en Heemstede.
Er is maar één echte straat, de Zuid Schalkwijkerweg, die evenwijdig loopt aan het Spaarne. Direct langs het Spaarne loopt een Jaagpad. In het Spaarne liggen woonboten. Langs de Ringvaart van de Haarlemmermeerpolder loopt de Hommeldijk.
De buurtschap ligt in het gebied van de vroegere ambachtsheerlijkheid en gemeente Zuidschalkwijk.
De enige opvallende gebouwen zijn de twee molens:

Aan het Spaarne staat een paltrokmolen, De Eenhoorn, met houtzagerij.

Aan de Hommeldijk staat tussen de Ringvaart en de Molenplas een poldermolen, De Hommel (ook bekend als De Kleine Molen).

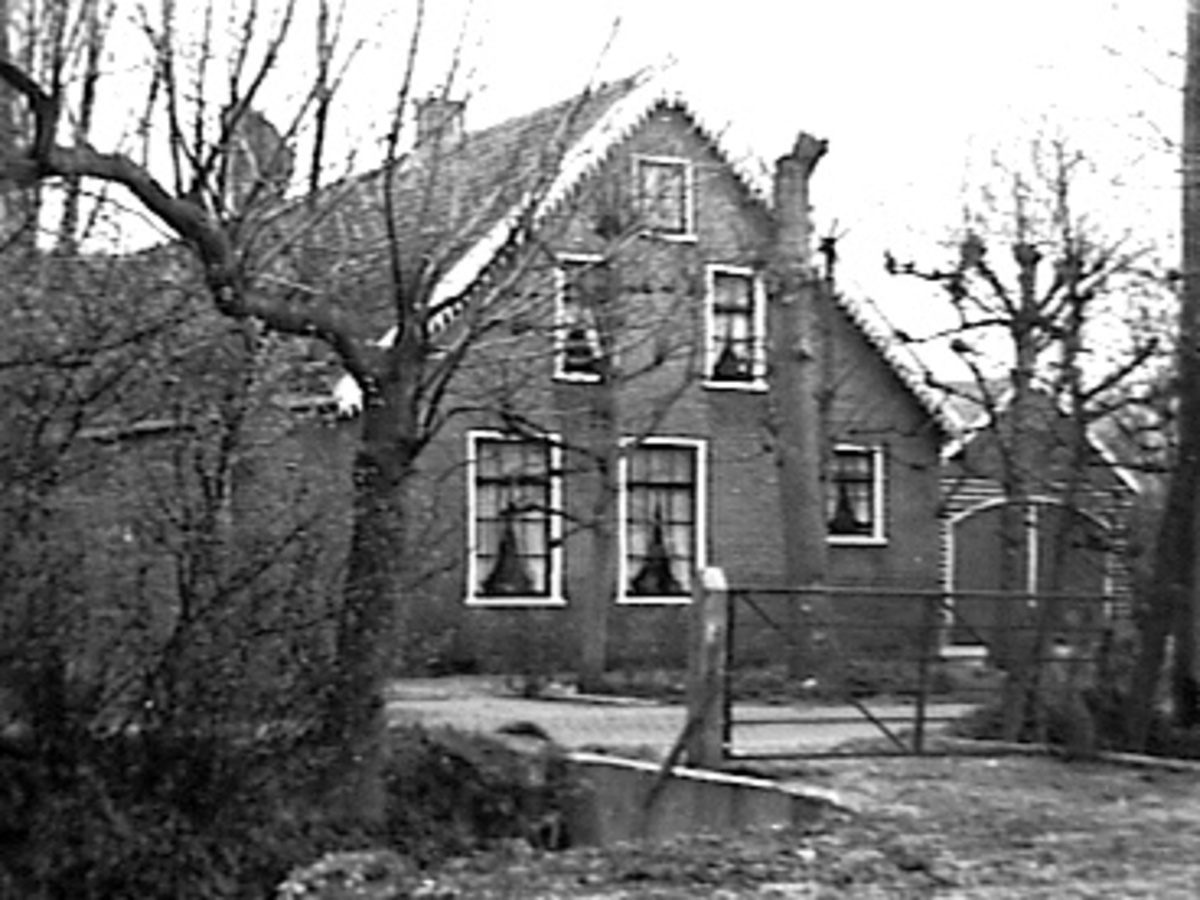
Boerderij, Zuid Schalkwijkerweg 29
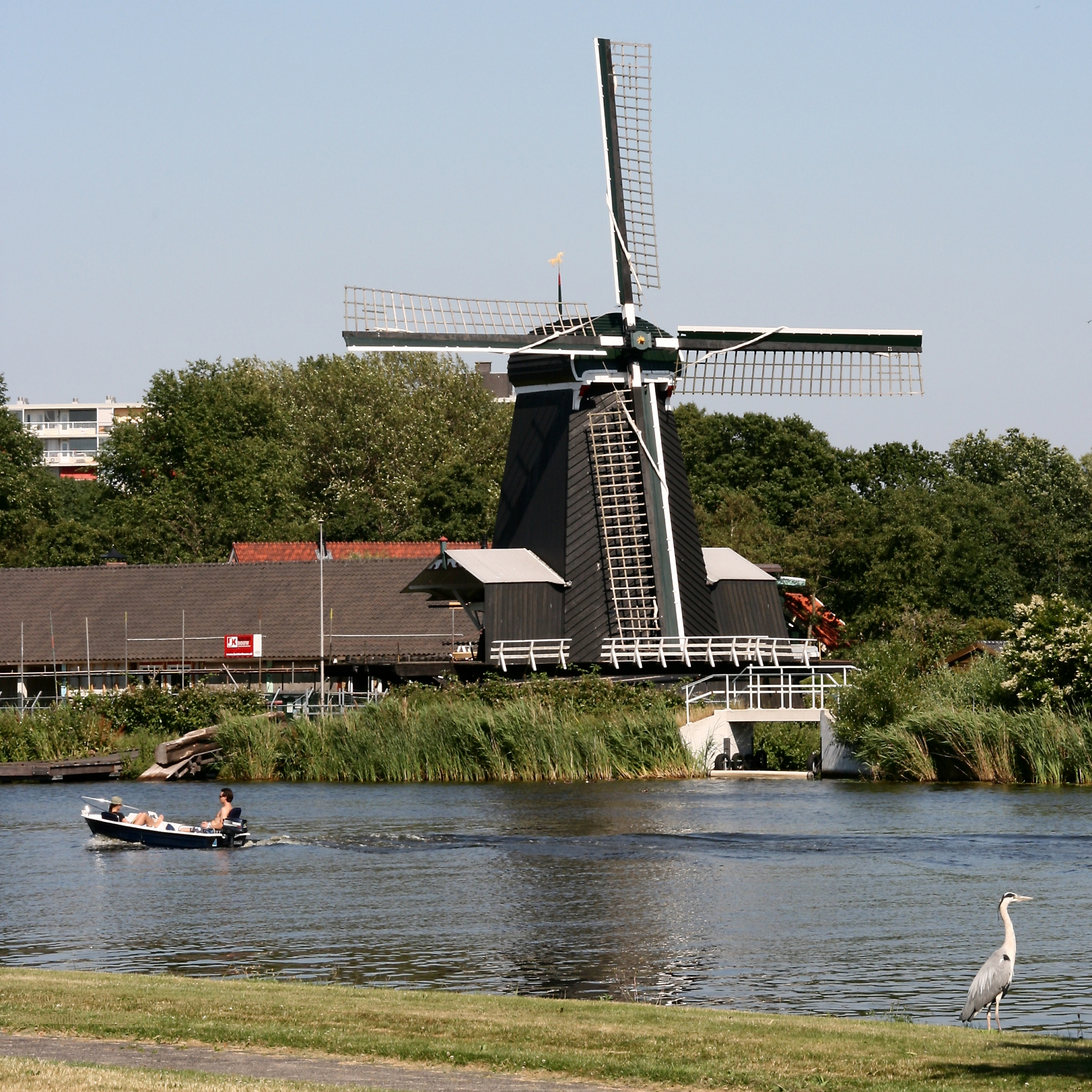
Molen De Eenhoorn, gezien over het Spaarne

Stad: Haarlem · Wijken en buurten in Haarlem    
Dorpen: Spaarndam-West · Schalkwijk     
Buurtschap: Zuid-Schalkwijk · Vijfhuizen
Voormalige plaatsen: Schoten (gemeente) · De zeven heerlijkheden: Zuid-Akendam · Hogerwoerd · Schoterbosch · Zaanen · Schoten · Schotervlieland · Noord-Akendam
Noord-Holland: Steden en dorpen      Nederland: Provincies · Gemeenten